# Hospital Sainte-Périne - Rossini - Chardon-Lagache
L'Hospital Sainte-Périne - Rossini - Chardon-Lagache és un hospital docent de París. Forma part d'Assistance publique - Hôpitaux de Paris i és hospital docent de la Universitat de Versalles Saint-Quentin-en-Yvelines
Va ser creat el 1807. Està especialitzat en geriatria.